# Ewals Cargo Care

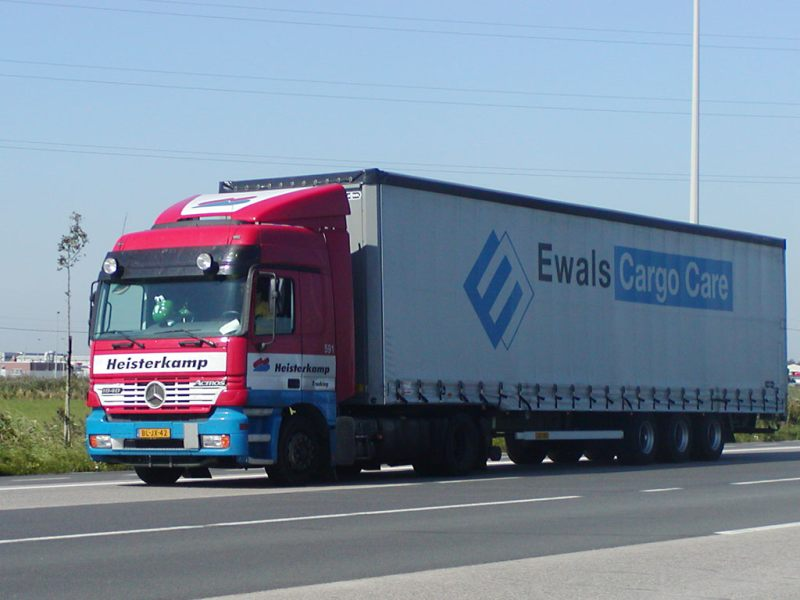
Sattelauflieger mit dem Logo von Ewals Cargo Care

Ewals Cargo Care ist ein Logistikunternehmen mit Hauptsitz im niederländischen Tegelen und beschäftigt rund 2.400 Mitarbeiter in 17 Ländern. Neben dem Gütertransport durch eigene Lkw gehört auch Lagerhaltung zu den Tätigkeiten. Dazu stehen rund 300.000 Quadratmeter Lagerraum zur Verfügung.

## Geschichte

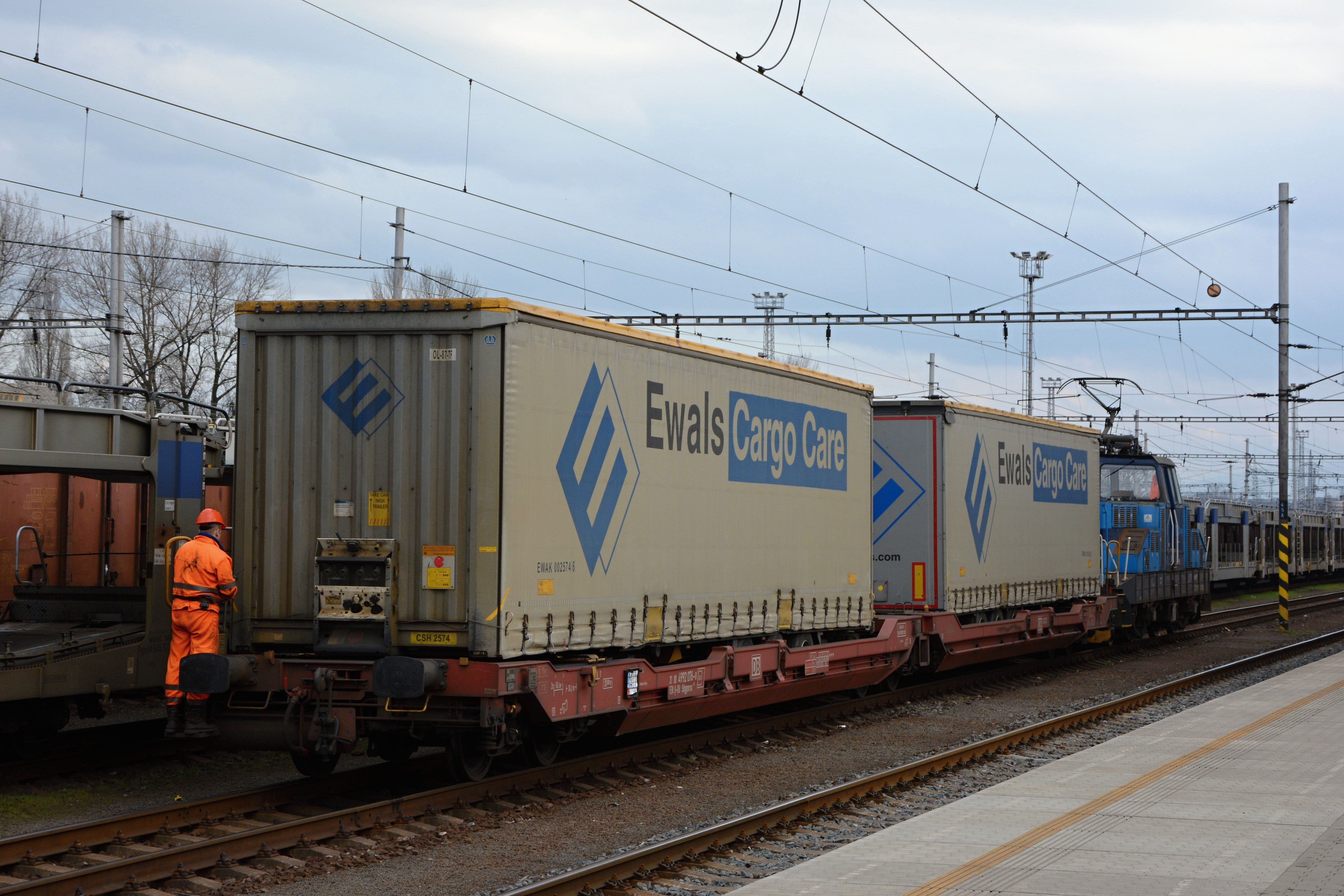
Taschenwagen mit Trailer von Ewals Cargo Care

Im Jahr 1906 wurde das Unternehmen von Alfons Ewals gegründet. Über 100 Jahre später war es zu einem der führenden europäischen Logistikdienstleister gewachsen.
In den 1950er und 1960er Jahren expandierte Ewals nach Deutschland. Durch das Wachstum der Stahl- und Chemieindustrie während des Wiederaufbaus in der Nachkriegszeit übertrafen die Transportdienstleistungen nach und von Deutschland die Erwartungen in diesen Jahren.
Im Jahr 1974 begann das Unternehmen mit Transportdienstleistungen nach Großbritannien. Ladungen für Kunden wie Vauxhall, Ford und KNP bildeten die Basis einer neuen, schnell wachsenden Dienstleistung.
Im Jahr 1980 wurde die heutige Ewals Cargo Care GmbH in Kiefersfelden gegründet. Kiefersfelden gilt durch die direkte Grenzlage zu Österreich als wichtiger Knotenpunkt im Nord Süd Verkehr. Zum 31. Dezember 2019 wurde die Ewals Cargo Care GmbH in Kiefersfelden geschlossen. Im Jahr 1984 wurden unbegleitete RoRo-Dienstleistungen zwischen Großbritannien und den Niederlanden, Belgien und Deutschland eingeführt. Der Service wurde umbenannt in Cargo Care.
Im Jahr 1990 führte Cargo Care den Megatrailer in Zusammenarbeit mit der Automobilindustrie ein.
Cargo Care begann zwei Jahre später mit Megatrailer-Dienstleistungen zwischen Großbritannien und Schweden. Es bildete sich eine integrierte Zusammenarbeit mit bestehenden Ewals Dienstleistungen vom Kontinent.
Im Jahr 1994 fusionierten Ewals Transport und Cargo Care zu einem Unternehmen. Die Fachkenntnisse von Ewals bei kontinentalen Straßentransporten, Frachtmanagement und Lagerung wurden mit den weitreichenden RoRo-Dienstleistungen von Cargo Care zwischen Großbritannien, dem Kontinent und Skandinavien verbunden. Seit 1994 hat das Unternehmen ein europäisches Netzwerk an Logistikdienstleistungen entwickelt und ist der größte Betreiber von Megatrailern in Europa. Es besitzt die Kapazität, um Linienverkehre im Komplettladungsbereich für viele große europäische Hersteller, insbesondere im Automobilbereich, durchzuführen.
Bis zum Jahr 2000 war seit Einführung des Megatrailers im Jahr 1990 die Flotte des Unternehmens auf 3.000 Trailer angewachsen.
Der Mega-Huckepack-Trailer wurde im Jahr 2007 als intermodale, auf Straße, Schiene oder Short Sea einsetzbare Einheit eingeführt.
Im Juni 2007 wurden die Speditionsaktivitäten der Schweizer Crossrail AG an die Firma Ewals Cargo Care verkauft, um sich nur noch auf Ganzzugsverkehr zu konzentrieren.
Das Unternehmen gewann im Jahr 2011 die Lean & Green-Auszeichnung für den Einsatz bei der Reduzierung der CO2-Emission um 20 % innerhalb von fünf Jahren.
Im Juni 2011 wurde ihm ein Dun & Bradstreet Rating 1 bescheinigt (höchste Kreditwürdigkeit bei minimalem Ausfallrisiko). Im April 2013 wurde dieses Zertifikat erneuert. Für die Entwicklung der TES (Tactical Engineering Solution) wurde dem Unternehmen die Unternehmerauszeichnung 2013 von TLN für hervorragende Leistungen in der Kommunikations- und Informationstechnik zuerkannt. Im Mai 2013 stellte es den Mega Huckepack XLS als Trailer vor, der in Zusammenarbeit mit einem Kunden entwickelt und patentiert wurde.